# (10683) Carter
(10683) Carter est un astéroïde de la ceinture principale.

## Description
(10683) Carter est un astéroïde de la ceinture principale. Il fut découvert le 10 juin 1980 à l'Observatoire Palomar par Carolyn S. Shoemaker et Eugene M. Shoemaker. Il présente une orbite caractérisée par un demi-grand axe de 2,17 UA, une excentricité de 0,16 et une inclinaison de 4,5° par rapport à l'écliptique.

## Compléments